# Virginio Rosetta
Virginio Rosetta (Vercelli, 1902. február 24. – Torino, 1975. március 29.) olimpiai bronzérmes és világbajnok olasz labdarúgó, hátvéd, edző.

## Pályafutása

### Klubcsapatban
1918-ban a Pro Vercelli csapatában kezdte a labdarúgást, ahol 1920-ban mutatkozott be az első csapatban és két bajnoki címet ért el az együttessel. 1923 és 1936 között a Juventus egyik meghatározó játékosa volt. Hat bajnoki aranyérmet nyert a torinói csapattal ebből ötöt sorozatban 1931 és 1935 között. 1936-ban vonult vissza az aktív labdarúgástól.

### A válogatottban
1920 és 1934 között 52 alkalommal szerepelt az olasz válogatottban. Háromszor szerepelt az olimpiai játékokon. Részt vett az 1920-as antwerpeni, 1924-es párizsi és az 1928-as amszterdami olimpiai játékokon, ahol bronzérmet nyert a válogatottal. Tagja volt az 1934-es világbajnoki címet nyert csapatnak.

### Edzőként
1935 és 1939 között a Juventus vezetőedzője volt, az első idényben még játékos-edzőként. 1938-ban olasz kupát (Coppa Italia) nyert a csapattal. 1939–40-ben a Lucchese, 1943–44-ben a Biellese, 1946–47-ben a Mestrina szakmai munkáját irányította. Az 1947–48-as idényben a másodosztályú Palermo szakvezetője volt és bajnoki címet nyert a csapattal a Serie B-ben), így a Palermo feljutott az első osztályba.

## Sikerei, díjai

### Játékosként
Olaszország
- Olimpiai játékok
  - bronzérmes: 1928, Amszterdam
- Világbajnokság
  - aranyérmes: 1934, Olaszország
- Európa kupa
  - győztes: 1927–30

 Pro Vercelli
- Olasz bajnokság
  - bajnok: 1920–21, 1921–22

 Juventus
- Olasz bajnokság
  - bajnok: 1925–26, 1930–31, 1931–32, 1932–33, 1933–34, 1934–35

### Edzőként
Juventus
- Olasz kupa (Coppa Italia)
  - győztes: 1938

 Palermo
- Olasz bajnokság (másodosztály – Serie B)
  - bajnok: 1947–48